# Incognito (film, 1997)
Pour les articles homonymes, voir Incognito.
Pour plus de détails, voir Fiche technique et Distribution.
Incognito est un film américain réalisé par John Badham, sorti en 1997.

## Synopsis
Contrefacteur de génie à New York, Harry Donovan peut peindre des copies parfaites de toiles de grands maîtres. Alors qu'il aimerait peindre ses propres créations, il accepte de réaliser la copie d'un Rembrandt pour 550 000 $ pour Alistair Davies, Ian Hill et Agachi. Harry se rend alors à Amsterdam pour étudier en détail l'œuvre de Rembrandt. Il poursuit ses recherches à Paris, où il rencontre Marieke van den Broeck. Il ignore que cette dernière est une experte en art, payée pour le piéger.

## Fiche technique
Sauf indication contraire, les informations mentionnées dans cette section peuvent être confirmées par la base de données cinématographiques IMDb,  présente dans la section « Liens externes ».
- Titre original et français : Incognito
- Réalisation : John Badham
- Scénario : Jordan Katz
- Direction artistique : Mark Raggett et Su Whitaker
- Décors : Jamie Leonard
- Costumes : Louise Stjernsward
- Photographie : Denis Crossan
- Montage : Frank Morriss
- Musique : John Ottman
- Production : James G. Robinson

Producteurs délégués : Gary Barber et Bill Todman Jr.
Producteur associé : Cammie Crier
- Société de production : Morgan Creek Productions
- Société de distribution : Warner Bros. (États-Unis)
- Budget : n/a
- Pays d'origine :  États-Unis
- Langue originale : anglais
- Format : couleur (Technicolor) - son DTS - Dolby Digital - SDDS
- Genre : thriller criminel
- Durée : 108 minutes
- Dates de sortie[1] :
  - Royaume-Uni : 14 novembre 1997
  - USA : 13 mars 1998

## Distribution
- Jason Patric : Harry Donovan
- Irène Jacob : Marieke van den Broeck
- Thomas Lockyer : Alastair Davies
- Ian Richardson : le procureur Turley
- Rod Steiger : Milton Donovan
- Ian Holm : John
- Togo Igawa : Agachi
- Simon Chandler : Ian Hill
- Pip Torrens : l'avocat de la défense White
- Michael Cochrane : Deeks
- Joseph Blatchley : Pr. Scheerding
- Paul Brennen : le sergent Steed
- Adam Fogerty : Ugo

## Production

### Genèse et développement
Incognito doit initialement marquer les débuts comme réalisateur de l'acteur Peter Weller. Il sera finalement renvoyé après deux semaines de tournage après des critiques sur le budget du film et sur le producteur James G. Robinson. Dès 1995, Alec Baldwin avait signé un contrat pour le rôle principal, mais il abandonne quelques mois plus tard.

### Tournage
Le tournage a lieu à Paris, à Mentmore Towers (Buckinghamshire), à Londres et Amsterdam.